# Makalata macrura
Makalata macrura é uma espécie de roedor da família Echimyidae.
Pode ser encontrada no Brasil, Equador e Peru.